# 斯米利涅
50°4′39″N 25°6′46″E / 50.07750°N 25.11278°E
斯米利涅（烏克蘭語：Смільне），是烏克蘭西部的村莊，隸屬利維夫州的佐洛奇夫區。該村面積0.55平方公里，海拔高度223米，2023年人口747，人口密度每平方公里1,197.11人。